# 中須川
中須川（なかずがわ）は、木曽川水系の準用河川。岐阜県安八郡安八町を流れる。揖斐川を経て伊勢湾に至る2次支川。

## 地理

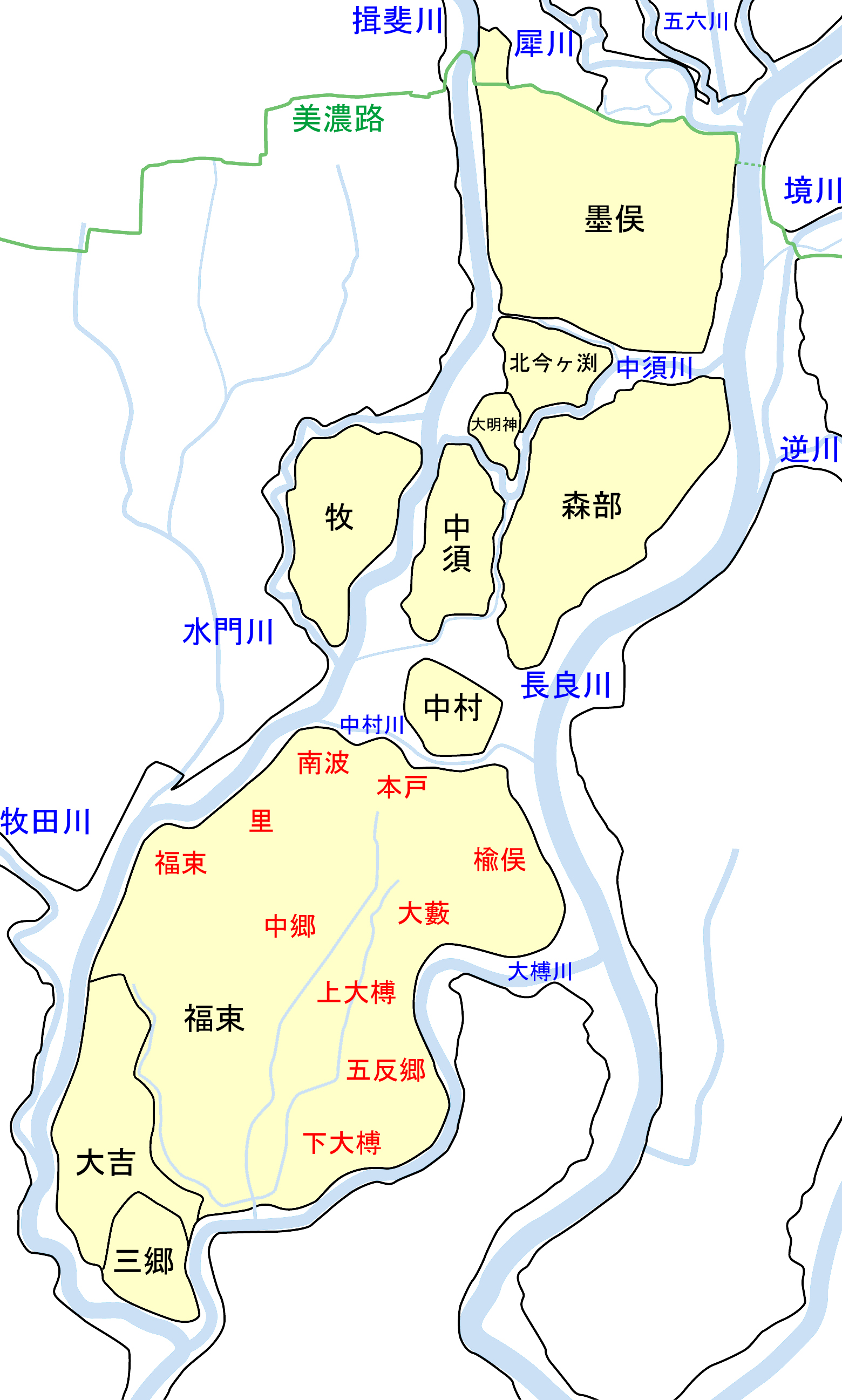
木曽三川分流工事以前の中須川流域周辺の輪中の様子

岐阜県安八郡安八町北今ケ渕付近を上流端として南西に流れ、安八町中須を過ぎると南に流れを変え、大垣市難波野町の排水機場で揖斐川に排水される。上流部では西から安八町西結地区から流れる西結排水路、東から大垣市墨俣地区から流れる一色川などが合流して中須川が発しており、また道中では西結地区北部で揖斐川から取水した中須川用水路も接続しており、中須川は地域の雨水・用水の排水路となっている。
安八町中心地を流れる中須川の両岸約3キロメートルの区間には約1000本の桜が植えられており、「中須川千本桜」と呼ばれている。

## 歴史
中須川は1530年（享禄3年）に川の流路が変わり誕生したとされる。
中須川が流れる地域は輪中地帯に位置しており、明治に木曽三川分流工事が行われる以前の中須川周辺には墨俣輪中・森部輪中・中須輪中などが形成されていた。分流工事直前の中須川は墨俣輪中と森部輪中の間（現在の大垣市墨俣町下宿と安八町森部の境目付近）で長良川から分岐して南西に流れ、大明神輪中（現在の安八町大明神）の南東部で2筋に分岐して、主流は大明神輪中と中須輪中の間（現在の安八町大明神と安八町中須の境目付近）を北西に流れて揖斐川に合流していた。
分流工事によって長良川・揖斐川から切り離されると排水路となるが、現在の中須川の河道は大明神輪中の南東部から中須輪中の中央部を横断し、中須輪中を通過した後は分流工事以前の旧揖斐川河道を通って合流点に至っている。